# Iglesia de Nuestra Señora de la Asunción (Cogeces del Monte)
La iglesia de Nuestra Señora de la Asunción es un templo de culto católico ubicado en Cogeces del Monte (Valladolid).
Pertenece al periodo del gótico tardío, pues fue levantada en el siglo XVI, se compone de tres naves con bóvedas de arista en yesería y de crucería en la capilla mayor. En el exterior destaca una preciosa portada de sillería, con varias hornacinas que custodias pequeñas estatuas.
De su interior destaca el retablo del altar mayor, de estilo renacentista del siglo XVI, atribuido al pintor Gabriel de Cárdenas Maldonado, quien realizaría las doce pinturas que contiene el retablo, que muestran estampas de la vida de Jesucristo y la Virgen. 
Por su gran devoción entre la población de la zona, destaca también la imagen románica de la Virgen de la Armedilla, procedente del monasterio de Santa María de la Armedilla, perteneciente al municipio y que se conserva en ruinas, habiendo sido patronato del Ducado de Alburquerque. Otros bienes muebles de la iglesia son un retablo barroco, un crucificado y la colección de piezas litúrgicas que guarda su sacristía, algunas de ellas procedentes de la Armedilla.